# مستشفى الشاطبي الجامعي
مستشفى الشاطبي الجامعي هو مستشفى تعليمي حكومي مصري، وأحد مستشفيات جامعة الإسكندرية، يتبع كلية الطب (جامعة الإسكندرية)، يقع بمنطقة الشاطبي بمدينة الإسكندرية على مساحة حوالي 7.5 فدان، اُفتتح رسميًا في 1955، بلغت القدرة الاستيعابية للمستشفى سنة 2015 حوالي 275 سرير، واستقبل في نفس العام 23277 مريض، وأُجري به 9713 عملية جراحية.

## التاريخ
كان قسم أمراض النساء والولادة بجامعة الإسكندرية يشغل بضعة حجرات في المستشفى الميري القديم في مبنى صغير من طابق واحد (مكان مبنى كلية طب الأسنان الآن) ولما اقيمت كلية الطب تم التوسع فيه حتى أصبحت سعته 40 سريرًا، وعندما انضم مستشفى الميري الجامعي لكلية الطب بالإسكندرية سنة 1951 أنشأ به قسم لأمراض النساء والتوليد، وظل هناك حتى أنشئ مستشفى الشاطبي سنة 1955، افتتح المستشفى سنة 1955، وكانت سعته حينذاك 100 سرير ويتم فيه التوليد وعلاج أمراض النساء والعقم ورعاية الأطفال المبتسرين، ثم زاد مجاله فيما بعد ليشمل تنظيم الأسرة ورعاية الأمومة، ثم أقيم به مركز لنقل الدم.
في 1 فبراير 1979 استخدم الكشف بالموجات فوق الصوتية بالمستشفى لأول مرة، وفي 13 ديسمبر 1979 افتتحت وحدة الأطفال حديثي الولادة، وفي سنة 1986 وصل عدد أسرة المستشفى إلى 254 سريراً، كما زاد عدد أسرة وحدة الأطفال حديثي الولادة إلى 40 سريراً، وفي 31 يوليو 1990 افتتحت وحدة أطفال الأنابيب، وفي عام 1994 (بعد أن أضيف طابقان إلى مبنى المستشفى) زادت سعة المستشفى إلى 375 سريراً وأنشئت وحدة العناية المركزة بسعة 5 أسرَّة.

## المستشفيات
يضم مستشفى الشاطبي الجامعي ما يلي:
- مستشفى الشاطبي للنساء والولادة

بلغت قدرته الاستيعابية 205 سرير، واستقبلت 21510 مريض، وأُجري بها 9713 عملية جراحية.
- مستشفى الشاطبي للأطفال

بلغت قدرته الاستيعابية 70 سرير، واستقبلت 1767 مريض.

## وصلات خارجية
- الموقع الرسمي لمستشفيات جامعة الإسكندرية.